# Oostelijke kraagtrap
De oostelijke kraagtrap (Chlamydotis macqueenii) is een vogel uit de familie van de Otididae (Trappen). De vogel werd in 1832 als aparte soort geldig beschreven, maar later beschouwd als een ondersoort van de kraagtrap (C. undulata). Rond de laatste eeuwwisseling werden de soorten weer opgesplitst. Het is een door jacht kwetsbaar geworden soort in West-Azië.

## Kenmerken
De vogel lijkt sterk op de "gewone" kraagtrap en is 55 tot 75 cm lang. De vrouwtjes zijn gemiddeld 10 cm korter dan de mannetjes. Uiterlijk zijn er weinig verschillen tussen de seksen. Het verenkleed van het mannetje is iets contrastrijker met meer zwart op de hals en in de kruinveren.

## Verspreiding en leefgebied
Deze soort komt voor van het Midden-Oosten tot centraal China. De leefgebieden liggen in halfwoestijnen, spaarzaam begroeide gebieden met gras en lage struiken. Populaties die in Iran overwinteren bezoeken soms aangrenzend akkerland.

## Status
De grootte van de populatie werd in 2016 door BirdLife International geschat op 33 tot 67 duizend volwassen individuen. De populatie-aantallen nemen af, vooral door jacht (valkenjacht). In Pakistan worden grote aantallen vogels gevangen en (illegaal) verscheept naar het Midden-Oosten voor de training van jachtvalken. Daarnaast wordt het leefgebied  aangetast door oliewinning en mijnbouw de aanleg van bijbehorende infrastructuur. Om deze redenen staat deze soort als kwetsbaar op de Rode Lijst van de IUCN.